# Аль-Муминун
Аль-Мумину́н (араб. المؤمنون — Верующие) — двадцать третья сура Корана. Сура мекканская.  Состоит из 118 аятов.

## Содержание
Сура начинается с вести о том, что верующие восторжествуют и будут счастливы. Затем разъясняется, какие свойства характеризуют верующих. Далее рассказывается о процессе сотворения человека и развитии этого творения. В суре приводятся некоторые явления, подтверждающие могущество Аллаха Всевышнего, а также приводятся истории пророков, указывающие на единство всех Посланий о единобожии и на то, что все люди похожи во всех поколениях. Затем в суре разъясняется, как Аллах сотворил человека в совершенном виде, что является доказательством его могущества.
Аллах призывает на зло отвечать добром и верой в Аллаха.

Воистину, преуспели верующие, ۝ которые смиренны во время своих намазов, ۝ которые отворачиваются от всего праздного, ۝ которые выплачивают закят, ۝ которые оберегают свои половые органы от всех, ۝ кроме своих жён или невольниц, которыми овладели их десницы, за что они не заслуживают порицания, ۝ тогда как желающие сверх этого являются преступниками; ۝ которые оберегают вверенное им на хранение и соблюдают договоры, ۝ которые регулярно совершают намаз. ۝ Именно они являются наследниками, ۝ которые унаследуют Фирдаус, в котором они пребудут вечно.
— Коран 23:1—11 (Кулиев)